# Ештон (Південна Дакота)
Ештон (англ. Ashton) — місто (англ. city) в США, в окрузі Спінк штату Південна Дакота. Населення — 108 осіб (2020).

## Географія
Ештон розташований за координатами 44°59′35″ пн. ш. 98°29′57″ зх. д. / 44.99306° пн. ш. 98.49917° зх. д. (44.993056, -98.499111).  За даними Бюро перепису населення США в 2010 році місто мало площу 1,13 км², уся площа — суходіл.

## Демографія
Згідно з переписом 2010 року, у місті мешкали 122 особи в 52 домогосподарствах у складі 37 родин. Густота населення становила 108 осіб/км².  Було 64 помешкання (56/км²).
Расовий склад населення:
| - 100,0 % — білих |

До двох чи більше рас належало 0,0 %. Частка іспаномовних становила 4,9 % від усіх жителів.
За віковим діапазоном населення розподілялося таким чином: 24,6 % — особи молодші 18 років, 60,6 % — особи у віці 18—64 років, 14,8 % — особи у віці 65 років та старші. Медіана віку мешканця становила 43,7 року. На 100 осіб жіночої статі у місті припадало 121,8 чоловіків;  на 100 жінок у віці від 18 років та старших — 100,0 чоловіків також старших 18 років.
Середній дохід на одне домашнє господарство  становив 61 518 доларів США (медіана — 56 250), а середній дохід на одну сім'ю — 65 452 долари (медіана — 58 750). Медіана доходів становила 35 000 доларів для чоловіків та 26 250 доларів для жінок. За межею бідності перебувало 9,2 % осіб, у тому числі 19,5 % дітей у віці до 18 років та 0,0 % осіб у віці 65 років та старших.
Цивільне працевлаштоване населення становило 61 особа. Основні галузі зайнятості: транспорт — 26,2 %, роздрібна торгівля — 16,4 %, освіта, охорона здоров'я та соціальна допомога — 14,8 %.